# Chiesa di Sant'Onofrio dei Vecchi
La chiesa di Sant'Onofrio dei Vecchi è una delle chiese monumentali di Napoli. Ubicata in piazzetta Sant'Onofrio dei Vecchi, presenta un accesso anche da un palazzo di corso Umberto I.

## Storia
Il tempio venne eretto sul luogo di una precedente cappella, dedicata alla Madonna del Carmine, nella quale nel 1606 fu collocata una statua di sant'Onofrio che, in quel periodo, era oggetto di una grande devozione popolare. La chiesa, intitolata al santo ed ai "vecchi" (poiché lì vicino vi era anche un grande ospizio per anziani), fu parzialmente inglobata in un palazzo del Risanamento dal quale si accede attraverso un ingresso secondario posto nel transetto di sinistra.

## L'interno
La struttura originaria è in parte scomparsa; gli interventi di restauro ed i rimaneggiamenti promossi dall'architetto Raffaele Cappelli, nel XIX secolo, sottrassero all'edificio parte della sua bellezza originaria. Fu un vero e proprio intervento massiccio e quasi tutti gli elementi medievali del tempio furono rimossi tanto è vero che non vennero risparmiati neanche i portici medioevali posti all'entrata, appartenenti al vecchio seggio dei Griffi.
La struttura religiosa è a navata unica, con cappelle laterali e transetto. Da quanto pervenuto, i pregevoli tesori della chiesa sono: un Crocifisso, scultura lignea del XVIII secolo attribuita a Giuseppe Sarno, la tavola di Luigi Rodriguez sul santo titolare collocata sopra l'altare maggiore e la tela di Francesco Fracanzano con i Santi Onofrio e Antonio Abate .